# Jenaro Pérez Villaamil
Jenaro Pérez Villaamil (Ferrol, 3 de febrer de 1807 – Madrid, 5 de juny de 1854) va ser un pintor espanyol del segle xix. Fou l'introductor del gènere orientalista a Espanya. Influenciat per lectures romàntiques, per la contemplació de gravats i per una trobada amb David Roberts, a qui va conèixer a Andalusia als anys 1830, Pérez Villaamil va pintar evocacions del passat àrab, recreacions d'escenes històriques i paisatges imaginaris, sovint en interiors gòtics bigarrats i decadents.

## Biografia

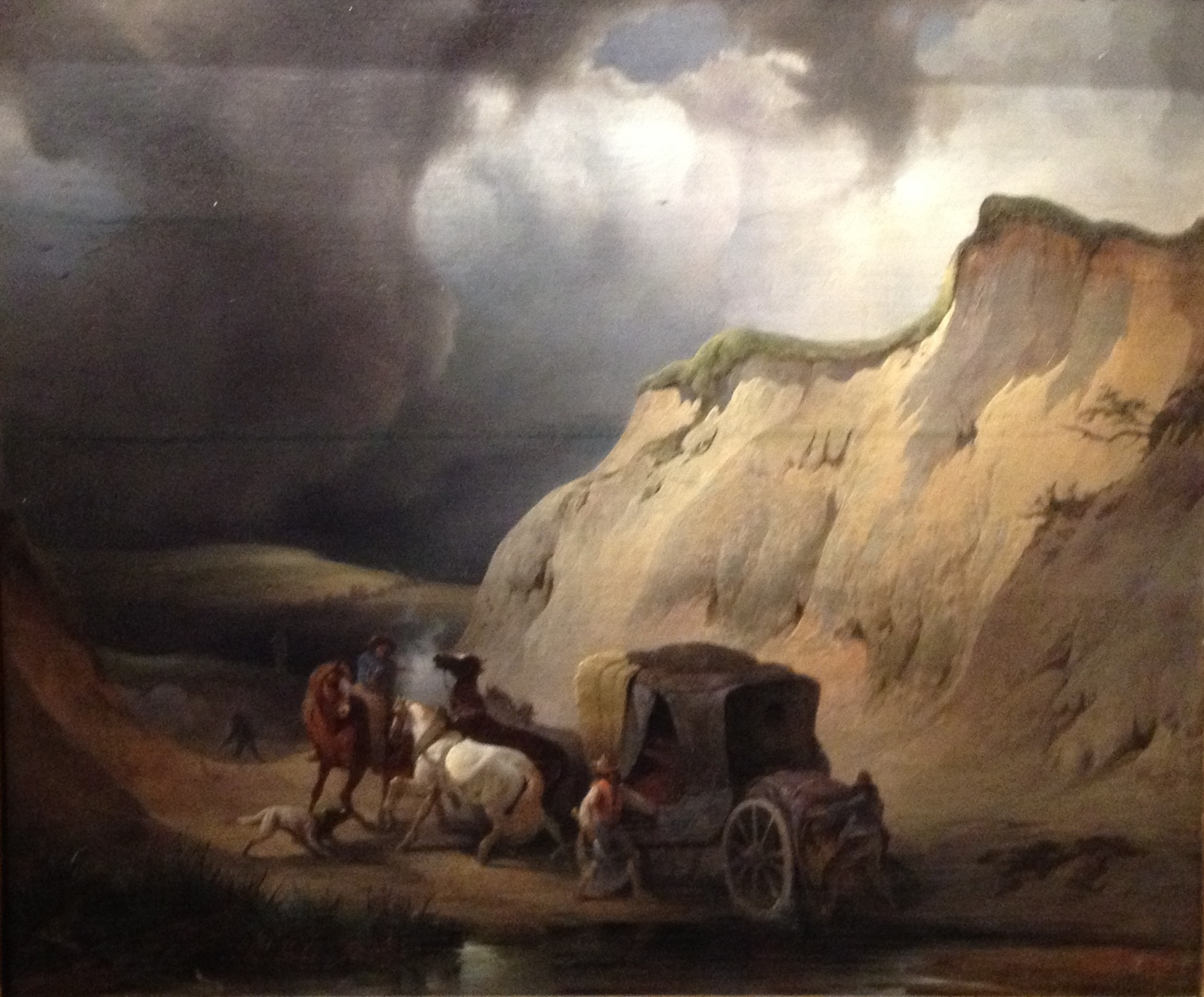
Asalto a la diligencia, pintura a l'oli Museu del Romanticisme.

Va néixer a la ciutat gallega de Ferrol el 3 de febrer de 1807. El 1812 va ingressar en el Col·legi Militar de Santiago de Compostel·la, on el seu pare era professor. el 1820 estudiava a Madrid, en San Isidro el Real. Es va enrolar a l'exèrcit liberal el 1823 per combatre les tropes franceses enviades pel duc d'Angulema, a Cadis, i restaurat l'absolutisme de Ferran VII, va romandre confinat estudiant en l'Escola de Belles Arts.

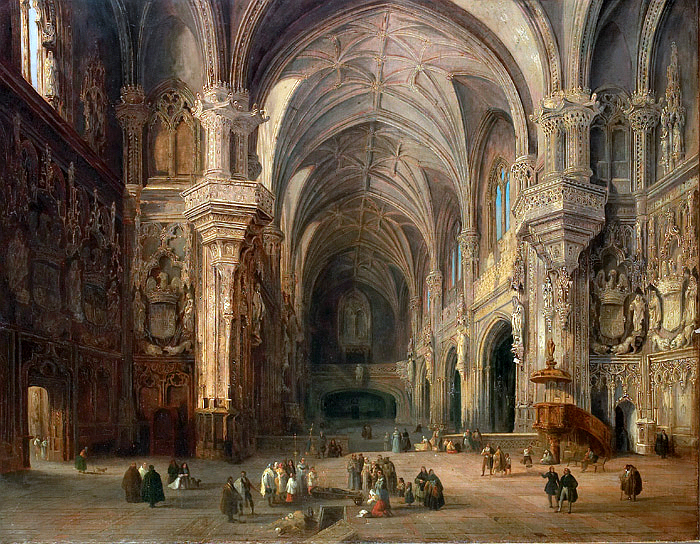
Jenaro Pérez Villaamil, Interior de la iglesia de San Juan de los Reyes de Toledo, 1839.

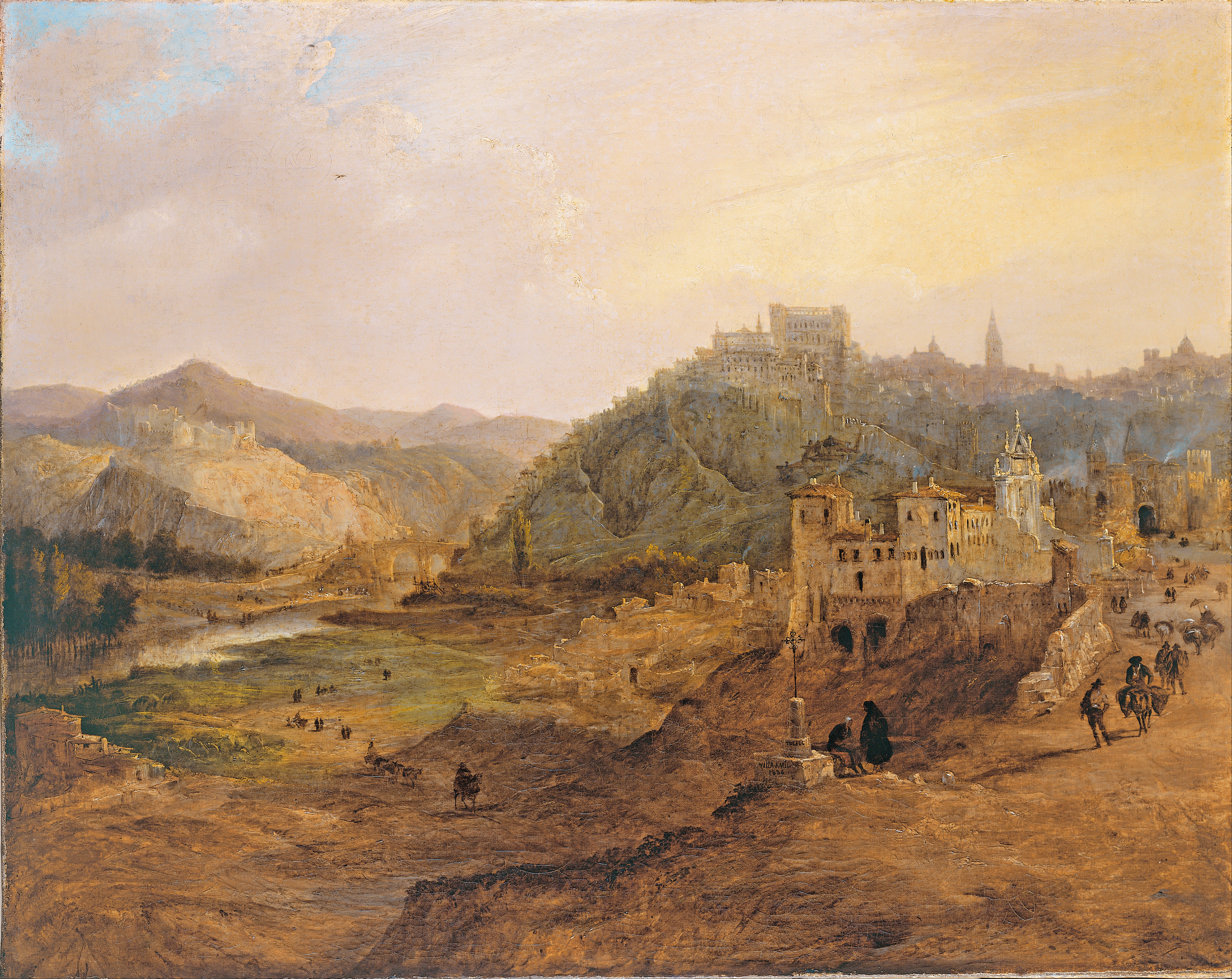
Vista general de Toledo desde la Cruz de los Canónigos, 1836, Museu de Belles Arts de Bilbao.

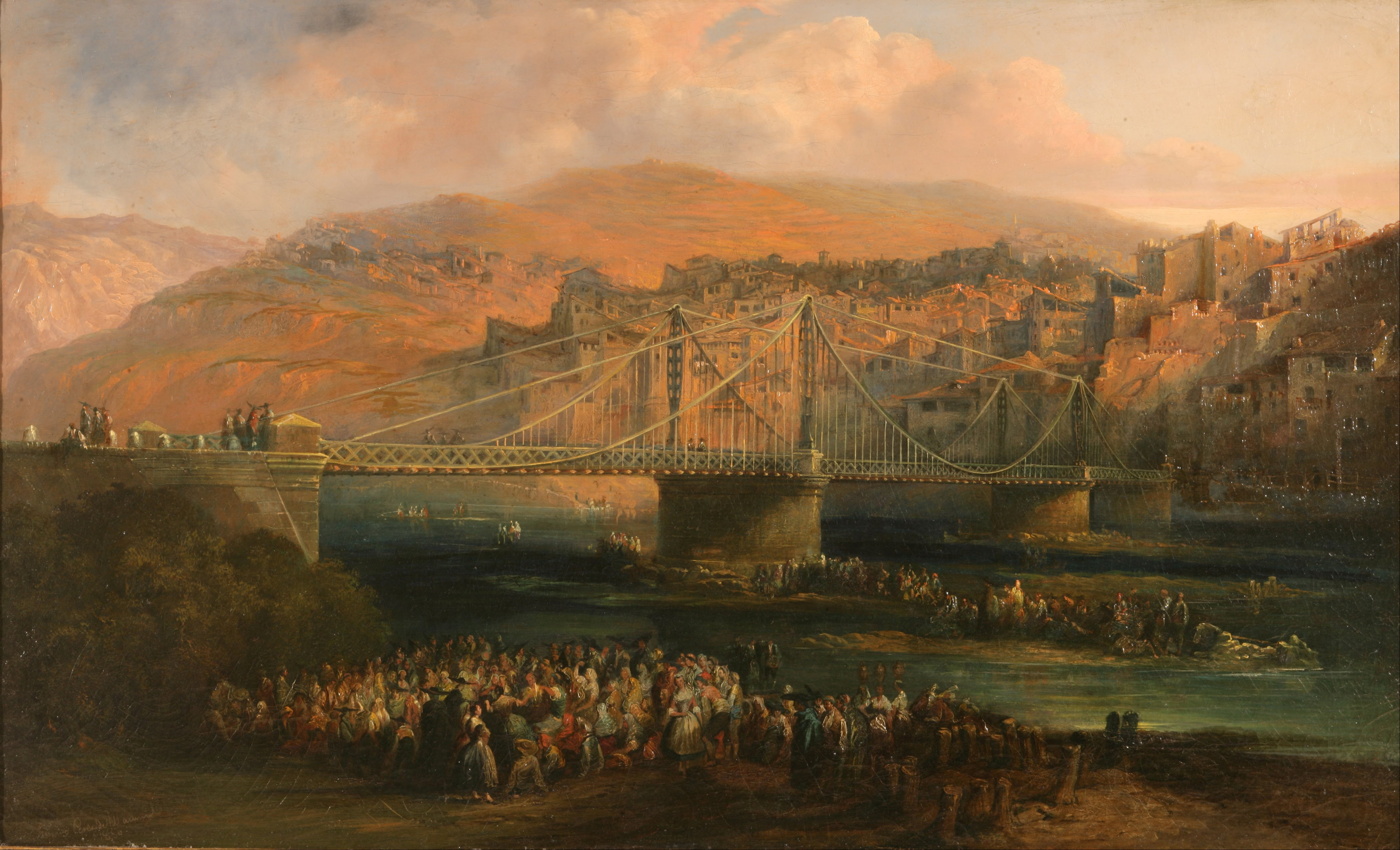
Vista de la ciudad de Fraga y su puente colgante, 1850, Museu del Romanticisme.

El 1830 va viatjar a Puerto Rico per decorar el teatre Tapia, i a la seva tornada a Sevilla el 1833 coneix el pintor escocès David Roberts que influirà decisivament en el seu estil artístic. S'instal·la a Madrid, el 1834, assisteix a la tertúlia romàntica de «El Parnasillo» amb José de Espronceda, Patricio de la Escosura i Ventura de la Vega. Durant la regència d'Espartero, entre 1840 i 1844, va estar exiliat a França i Bèlgica. Va viatjar per Europa i el 1845 va obtenir la primera càtedra de paisatge a Espanya, en la Reial Acadèmia de Belles Arts de Sant Ferran, de la que seria director. Va exercir com a pintor de cambra de La seva Elisabet II d'Espanya (honorari) el 1840, i va ser acadèmic de mèrit de la Reial Acadèmia de Belles Arts de Sant Ferran el 1835. Va morir a Madrid, el 5 de juny de 1854, i les seves despulles reposen a la Sacramental de San Justo a Madrid.

## Honors
Va tenir els títols de:
- Cavaller de l'Orde de Carles III-
- Cavaller de l'Orde de Leopold de Bèlgica.
- Comanador de l'Orde d'Isabel la Catòlica.

## Obra
Va ser autor d'una col·lecció de litografies, publicades en tres volums a París entre 1842 i 1850, sota el nom genèric de España Artística y Monumental, on es recollien les vistes i la descripció de destacats monuments espanyols.
Entre les seves obres pictòriques es poden nomenar Corrida de toros en un pueblo (1838) o La capilla de los Benavente en Medina de Rioseco (1842), aquest últim exemple de llenç d'estudi que va servir més endavant per elaborar les litografies de 
España Artística y Monumental.